# Kristof Slagmulder
Kristof Slagmulder (Aalst, 21 september 1979) is een Belgisch Vlaams-nationalistisch politicus voor het Vlaams Belang.

## Levensloop
Slagmulder, die een diploma secretariaat-moderne talen behaalde, was van 2003 tot 2004 administratief medewerker en van 2004 tot 2007 vacatureconsulent bij de Vlaamse Dienst voor Arbeidsbemiddeling en Beroepsopleiding (VDAB). Vervolgens was hij van 2007 tot 2014 eindredacteur van Uitgeverij Egmont, die verbonden is aan het Vlaams Belang, van 2010 tot 2014 medewerker van Europees Parlementslid Philip Claeys en van 2014 tot 2019 provinciaal coördinator van de VB-afdeling in Oost-Vlaanderen.
Sinds januari 2001 is hij tevens gemeenteraadslid van Denderleeuw. Van 2006 tot 2019 was hij eveneens lid van de politieraad van de gemeente. 
In januari 2013 speelde het Vlaams Belang in Denderleeuw een belangrijke rol bij de coalitievorming. De socialisten werden via een geheime stemming naar de oppositiebanken verwezen. Hierdoor werd een centrumrechtse meerderheid gevormd door N-VA, CD&V en Open Vld. Tijdens de onbestuurbaarheid, veroorzaakt door sp.a en CD&V, leverde Vlaams Belang gedoogsteun aan het schepencollege, waardoor er nog beleidsbeslissingen konden worden genomen. Omdat het cordon sanitaire tegen het VB hierdoor bijna werd verbroken, kwam Denderleeuw meermaals in het nationale nieuws.
Kristof Slagmulder werd in september 2016 bedreigd door een Turkse ex-militair, die poseerde met legerwapens op de sociale netwerksite Facebook. In 2017 organiseerde hij een betoging tegen zinloos geweld naar aanleiding van enkele overvallen op burgers in de stationsbuurt van Denderleeuw.
De lokale Vlaams Belang-afdeling haalde in oktober 2018 naar aanleiding van gemeenteraadsverkiezingen 26,2% van de stemmen en werd hiermee de grootste partij in Denderleeuw. De partij steeg van drie naar negen zetels, maar werd niet opgenomen in de bestuursmeerderheid. Na de gemeenteraadsverkiezingen richtte hij met enkele vrijwilligers 'Vlaams Solidair Denderleeuw' op, een organisatie die voedselpakketten uitdeelt aan Vlamingen die in armoede leven. Slagmulder kwam hiermee aan bod in een Pano-reportage op Canvas over het succes van het Vlaams Belang in de Denderstreek.
Bij de Vlaamse verkiezingen van 26 mei 2019 werd hij bovendien voor de kieskring Oost-Vlaanderen verkozen tot lid van het Vlaams Parlement met 12.675 voorkeurstemmen. Hij nam in de legislatuur 2019-2024 zitting in de Commissie Onderwijs, de Commissie Wonen en Erfgoed, de Commissie Deradicalisering en de Commissie Buitenlands Beleid, Europese Aangelegenheden, Internationale Samenwerking en Toerisme.
Bij de Vlaamse verkiezingen van 9 juni 2024 werd Slagmulder herkozen. Hij ging daarop zetelen in de Commissie voor Buitenlands Beleid, Europese Aangelegenheden, Internationale Samenwerking en de Commissie Economie, Werk, Sociaal Werk, Wetenschap en Innovatie, waar hij tweede ondervoorzitter werd. Hij werd ook lid van de Interparlementaire Commissie voor de Nederlandse Taalunie. Bij de lokale verkiezingen van oktober 2024 werd Vlaams Belang met 38,3 procent van de stemmen opnieuw de grootste partij van Denderleeuw, maar de partij viel weer buiten de meerderheid.
Daarnaast zetelt Slagmulder sinds december 2024 als deelstaatsenator in de Senaat en werd hij afgevaardigd naar de Interparlementaire Vergadering van de Organisatie voor Veiligheid en Samenwerking in Europa (OVSE).